# Petr a Lucie
Petr a Lucie (1920, v originále Pierre et Luce) je milostná novela francouzského spisovatele Romaina Rollanda, nositele Nobelovy ceny za literaturu z roku 1915. Jde o jemně kreslený příběh tragické lásky mladých milenců zahalený stínem válečného utrpení a hrůz první světové války.

## Děj
Již třicet dní se píše rok 1918. Ve Francii stále zuří válka. A právě zde začíná náš příběh.
Lidé při bombardování Paříže prchají do prostor podzemní dráhy, aby našli alespoň dočasný azyl. Mezi nimi i mladý muž Petr Aubier, který se zde poprvé setkává s Lucií. Nepromluví spolu, jen se vlivem tísnícího davu dotýkají. O pár dní později se spolu znovu potkávají. Opět žádná slova, jen vyzývavé úsměvy.
Na třetím setkání se už ale Petr odhodlá a dá se s dívkou do hovoru. Začíná se rodit láska. Tráví spolu spousty času, Petr doprovází Lucii i do práce. Dívka se živí malováním a následně svá díla prodává, aby si vydělala na živobytí.
Oba milenci přestávají vnímat okolní svět. Žijí jen pro sebe, zapomínají na válečné útrapy, které sužují jejich zemi. Oba je ale trápí představa, že Petr bude v červnu povolán do války, ve které už bojuje i jeho starší bratr Filip. Snaží se proto co nejvíce užívat života. Jeden žije pro druhého a během velikonočního týdnu se mají jeden druhému zcela oddat. O Velkém pátku, který roku 1918 připadl na 29. březen a kdy si Petr s Lucií šli slíbit lásku do kostela na náměstí svatého Gervasia, je však během varhanního koncertu při bombardování pohřbí mohutný padající pilíř.

## Česká vydání
- Petr a Lucie, Rudolf Škeřík Praha 1925, překlad Jaroslav Zaorálek, v tomto překladu vydalo tuto novelu toto nakladatelství ještě roku 1936 a roku 1946, nakladatelství Družstevní práce roku 1950, nakladatelství Svoboda roku 1951, SNKLHU roku 1955, 1960 a 1964, SNDK roku 1968, Odeon roku 1970, Albatros roku 1975, Melantrich roku 1984, Práce roku 1985, nakladatelství Amosium servis v Karviné roku 1997 a 1998,Český klub roku 2000, Omega v roce 2015, Odeon v roce 2017, Omega v roce 2018 a nakladatelství Albatros v edici CooBoo Classics roku 2018.

## Operní zpracování
- Pietro e Lucia, rocková opera Dušan Rapoš světová premiéra 2. prosince 2010, Praha Tesla Arena
- Peter a Lucia, opera Miroslava Bázlika (1963–1966)

## Online dostupná vydání
- ROLLAND, Romain. Petr a Lucie. Překlad Jaroslav Zaorálek. Praha: Svoboda, 1951. Dostupné online.
- ROLLAND, Romain. Petr a Lucie. Překlad Jaroslav Zaorálek. Praha: Státní nakladatelství krásné literatury, hudby a umění, 1960. Dostupné online.
- ROLLAND, Romain. Petr a Lucie. Překlad Jaroslav Zaorálek. Praha: Státní nakladatelství krásné literatury, hudby a umění, 1964. Dostupné online.